# Љехота
Љехота (слч. Lehota) насељено је мјесто са административним статусом сеоске општине (слч. obec) у округу Њитра, у Њитранском крају, Словачка Република.

## Становништво
| Година:    | 1994. | 2004.   | 2014.    | 2024.   |
| ---------- | ----- | ------- | -------- | ------- |
| Број људи: | 1819  | 1803    | 2233     | 2428    |
| Разлика:   |       | -0,87 % | +23,84 % | +8,73 % |

| Година:    | 2023. | 2024.   |
| ---------- | ----- | ------- |
| Број људи: | 2416  | 2428    |
| Разлика:   |       | +0,49 % |

Према подацима о броју становника из 2011. године насеље је имало 2.099 становника.